# Mitología aborigen australiana

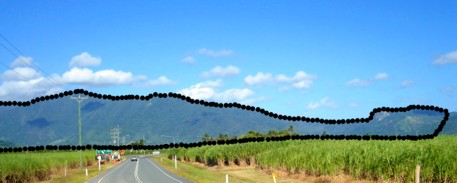
El ser mitológico del pueblo djabugay, el Damarri, transformado en una serranía, se puede ver en esta imagen acostado sobre su espalda encima de la quebrada del río Barron, mirando hacia los cielos, dentro de la región de bosques tropicales húmedos del noreste australiano.

Los mitos aborígenes australianos (también conocidos como las historias del Tiempo del Sueño, Songlines o literatura oral aborigen) son las historias ritualísticas contadas por los pueblos aborígenes australianos dentro de cada uno de los grupos lingüísticos a los que pertenecen a lo largo del continente australiano.
Todos estos mitos cuentan, en diversas medidas, ciertas verdades dentro de la cultura de cada grupo aborigen particular. Estos mitos se pueden encontrar en todo el continente australiano, con una importancia cultural y significado profundo, y permiten a ciertos grupos contar un nivel de conocimiento y sabiduría acumulada sobre los ancestros de los aborígenes australianos desde tiempos inmemoriales.
La Encyclopaedia of Aboriginal Australia de David Horton contiene un artículo sobre la mitología aborigen en el que indica:

"Un mapa mítico de Australia mostraría miles de personajes, todos de distinta importancia, pero siempre conectados con la tierra de alguna u otra manera. Algunos emergieron en sus sitios específicos y se mantuvieron en un nivel espiritual en sus cercanías. Otros vinieron de otros lugares y se trasladaron luego a a otros lugares."
"Muchos cambiaban de forma, se transformaban en seres humanos o especies naturales, o en fuerzas naturales como rocas pero todo dejaba parte de su esencia espiritual en los lugares mencionados en sus historias."
Los mitos aborígenes australianos han sido caracterizados como "fragmentos de un catecismo, un manual litúrgico, una historia de la civilización, un texto de geografía, y en mucho menor medida, un manual de cosmografía - todo a la vez".

## Antigüedad
Al registrar los mitos aborígenes australianos en sus idiomas originales, el lingüista australiano R. M. W. Dixon encontró coincidencias entre algunos de los paisajes descritos dentro de los diversos mitos y los descubrimientos científicos que estaban siendo realizados sobre estos mismos lugares. En el caso de la Meseta Atherton, los mitos cuentan los orígenes de los lagos Eacham, Barrine y Euramo. Investigaciones geológicas han concluido que las explosiones volcánicas formativas descritas por los contadores de mitos aborígenes ocurrieron hace más de 10.000 años atrás. Muestras de polen fósil del limo que se había asentado al fondo de los cráteres confirmaron la historia aborigen. Cuando los cráteres fueron formados, los eucaliptos eran dominantes, al diferencia de las actuales junglas húmedas del lugar.
Dixon observó a partir de la evidencia disponible que los mitos aborígenes en relación con el origen de los lagos del cráter pueden ser confirmados hasta hace 10.000 años atrás. Posteriores investigaciones del material por parte de la Australian Heritage Commission hizo que el mito de los lagos de los cráteres sean listados nacionalmente en el Registro Nacional, e incluidos en la nominación de Australia de los trópicos húmedos de Queensland como Patrimonio Mundial, por ser un "registro sin igual de eventos humanos que datan de la era del Pleistoceno".
Desde entonces, Dixon ha reunido un número similar de ejemplos de mitos aborígenes australianos que describen paisajes de un pasado antiguo con precisión. Observó con particularidad los numerosos mitos que hablan sobre los niveles del mar en tiempos pasados, entre ellos:
- el mito de Port Phillip (registrado según fue contado a Robert Russell en 1850), que describe a Port Phillip Bay como un lugar de tierra firme en algún momento en el pasado, y al río Yarra con un curso diferente, pasando por lo que en ese entonces era el pantano de Carrum Carrum.

- el mito del litoral de la Gran Barrera de Coral (contado a Dixon) en Yarrabah, al sur de Cairns, cuenta sobre un litoral pasado que se encontraba en el extremo de la actual Gran barrera de coral, y da nombres a lugares que actualmente están completamente sumergidos utilizando los nombres de los tipos de bosques y árboles que alguna vez crecieron allí.

- los mitos del Lago Eyre (registrados por J. W. Gregory en 1906), que hablan sobre los desiertos de Australia Central como zonas que alguna vez fueron planicies fértiles y húmedas, y que los desiertos en los alrededores del actual Lago Eyre eran un jardín sin fin. Esta historia concuerda con la conclusión actual de los geólogos de que hubo una fase húmeda hasta principios del Holoceno cuando el lago pudo haber tenido agua en forma permanente.

## Mitología aborigen: Australia en su conjunto

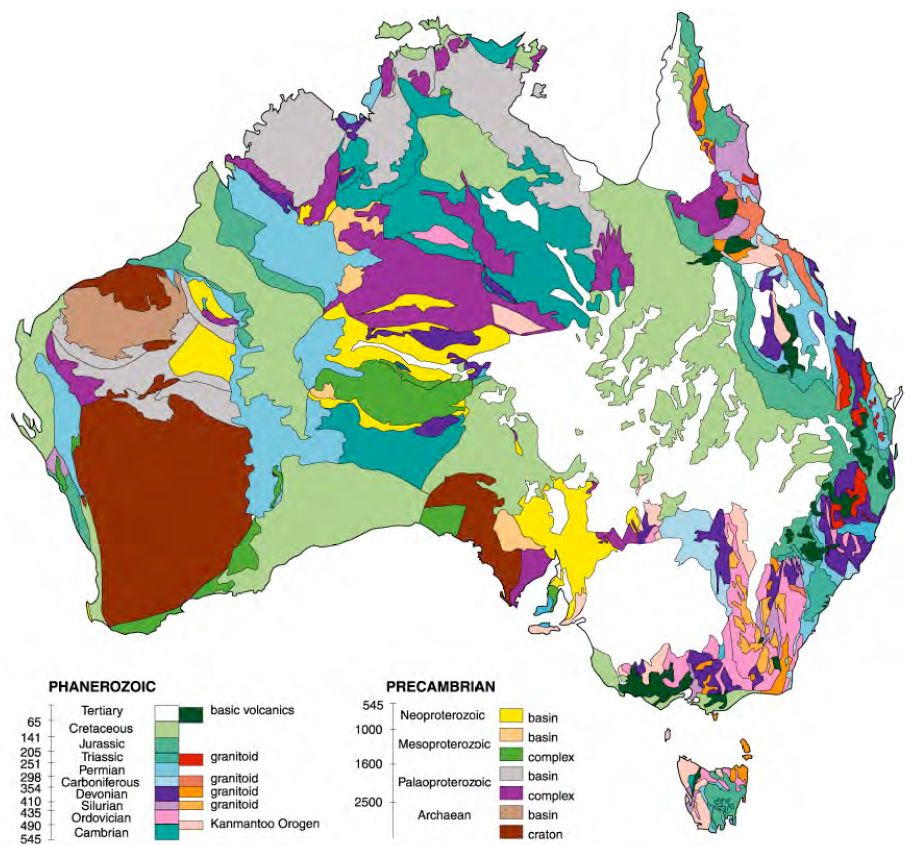
Mapa geológico de Australia

### Diversidad a lo largo del continente
Existen 400 grupos aborígenes diferentes en todo Australia, cada uno distinguido por un nombre en particular que por lo general identifica un idioma, dialecto o peculiaridad específica del habla. Cada idioma fue utilizado para mitos originales, de los cuales derivan las palabras y nombres de los mitos individuales.
Con tantos grupos, idiomas, creencias y prácticas aborígenes diferentes, los académicos no pueden tratar de caracterizar, bajo un mismo título, la gran cantidad y diversidad de mitos que son contados continua y variadamente, además de desarrollados, elaborados, y experimentados por miembros de grupos a lo largo de todo el continente.
No obstante, la Encyclopaedia of Aboriginal Australia observa que: "Una característica intrigante [de la mitología aborigen australiana] es la mezcla de diversidad y similitud en los mitos a lo largo del continente."

### Educación pública sobre las perspectivas aborígenes
El folleto del Consejo para la Reconciliación Aborigen, Entendiendo la Nación, busca introducir formalmente a los australianos que no son de origen aborigen las perspectivas aborígenes del medio ambiente. Hace la siguiente generalización sobre los mitos aborígenes y su mitología:

"...por lo general describen los viajes se seres ancestrales, por lo general animales o personas gigantes, sobre lo que comenzó como una tierra sin accidentes geográficos. Montañas, ríos, cuerpos de agua, especies de animales y plantas, y otros recursos naturales y culturales se formaron como resultado de los eventos que tuvieron lugar durante estos viajes en el tiempo del sueño. Su existencia en los paisajes actuales es vista por muchos pueblos aborígenes como la confirmación de sus creencias creacionistas.

"...Las rutas tomadas por los Seres Creadores en sus viajes por el Tiempo del Sueño a través de mar y tierra... conectan muchos sitios sagrados en una red de caminos del Tiempo del Sueño zigzagueando por el continente. Los senderos del Tiempo del Sueño puede extenderse por cientos, incluso miles de kilómetros, desde el desierto hasta la costa [y] pueden ser compartidos por pueblos en naciones por las que pasan los senderos..."

### Una generalización antropológica
Los antropólogos australianos que están dispuestos a generalizar sugieren que los mitos aborígenes que aún son practicados a lo largo del continente australiano por los pueblos aborígenes cumplen una función social importante entre sus audiencias: justifican el ordenamiento recibido en sus vidas cotidianas; ayudan a moldear las ideas de los pueblos; y asisten en la influencia sobre el comportamiento de otros. Además, estas prácticas incorporan y "mitologizan" en muchas ocasiones eventos históricos para cumplir con estos propósitos sociales en un mundo moderno que de otra manera está cambiando rápidamente. R. M. W. Dixon escribe:

"Es siempre integral y común... que la Ley (Las leyes aborígenes) es algo que proviene de personas ancestrales o Sueños y es pasada a las siguientes generaciones en una línea continua. Mientras los derechos de seres humanos en particular puede que vayan y vengan, las relaciones subyacentes entre los Sueños fundacionales y algunos lugares son, en teoría, eternas... los derechos de las personas a ciertos lugares son a menudo considerados como realmente fuertes cuando esos pueblos disfrutan de una relación de identidad con uno o más Sueños de ese lugar. Ésta es una identidad de espíritu, una consustancialidad, en lugar de un tema de simples creencias...: los Sueños pre-existen y persisten, mientras que sus encarnaciones humanas son temporales".

### Una generalización aborigen
Los especialistas aborígenes están dispuestos a generalizar todos los mitos aborígenes en Australia; en combinación, representan un tipo de biblioteca (oral) dentro de la cual los pueblos aborígenes aprenden sobre el mundo y perciben una 'realidad' peculiarmente aborigen dictada por conceptos y valores completamente diferentes a aquellos de las sociedades occidentales:
"Los aborígenes aprendieron de sus historias que una sociedad no puede ser centrada en los humanos, sino mas bien en la tierra, de otra manera olvidarían sus orígenes y propósito ... los humanos son propensos a actuar en forma explotativa si no son recordados constantemente que están interconectados con el resto de la creación, que ellos como individuos son solo temporales en el tiempo, y las generaciones pasadas y futuras deben ser incluidas en su percepción de su propósito en la vida".
"Las personas van y vienen pero la Tierra, y las historias sobre la Tierra, perduran. Esta es una sabiduría que toma vidas enteras de escuchar, observar y experimentar... Existe un profundo entendimiento de la naturaleza humana y el medio ambiente... los lugares tienen 'sentimientos' que no pueden ser descritos en términos físicos... sentimientos sutiles que resuenan a través de los cuerpos de estas personas... Es solo cuando se hablan y se está con estas personas que estos 'sentimientos' pueden ser apreciados realmente. Esto es... la realidad intangible de estas personas..."

## Mitología pan-australiana

### Serpiente Arco Iris

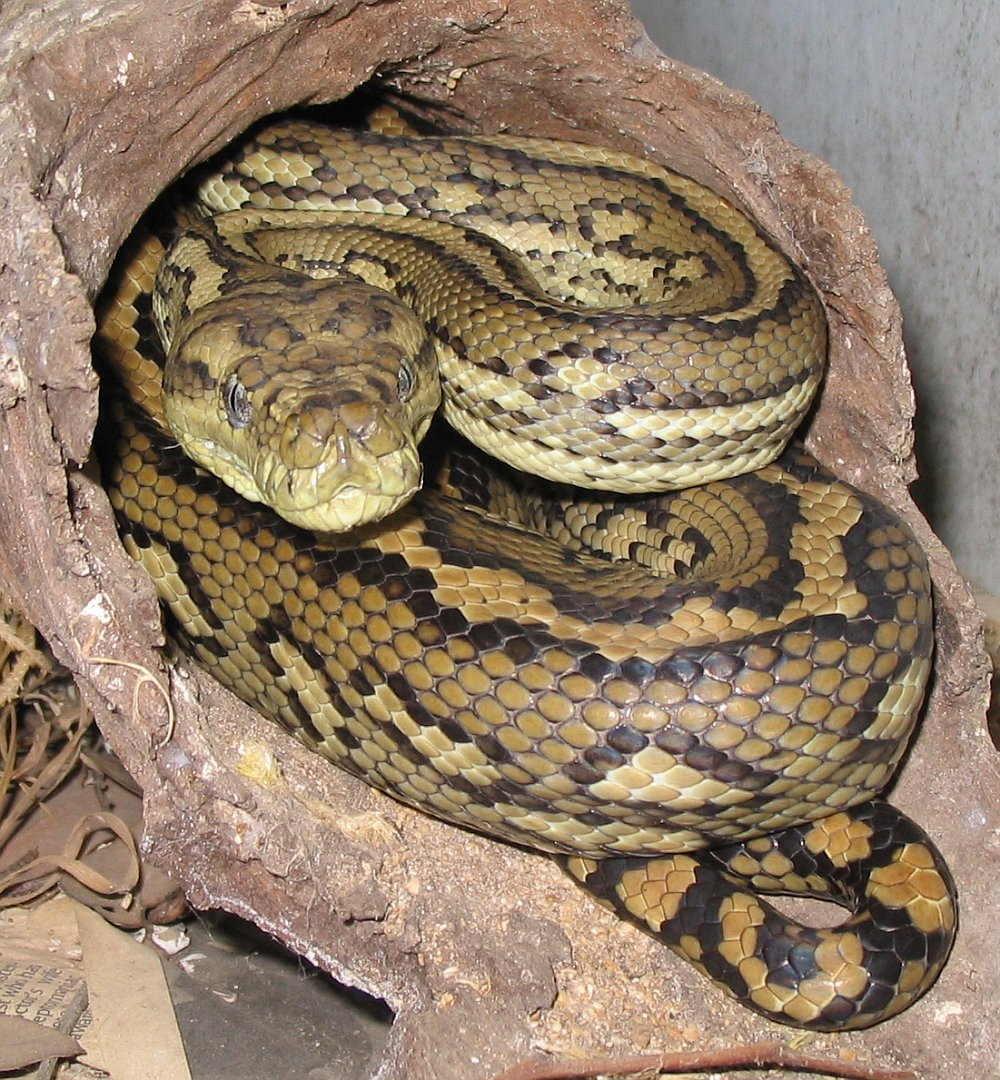
La pitón de alfombra australiana, una de las formas que puede tomar la Serpiente Arco Iris en los mitos de la Serpiente Arco Iris.

En 1926, un antropólogo británico especializado en etnología y etnografía aborigen australiana, el profesor Alfred Radcliffe-Brown, observó que muchos grupos aborígenes ampliamente distribuidos a lo largo del continente australiano parecían compartir variaciones de un mismo mito (común) que hablaba de una serpiente de enorme tamaño inusualmente poderosa, en muchos casos creativa, en otros peligrosa, que está asociada estrechamente con los arcos iris, la lluvia, los ríos, y las pozas de agua profundas.
Radcliffe-Brown acuñó el término 'Serpiente Arco Iris' para describir lo que el identificó como un mito común y recurrente. Al trabajar en el terreno en varios lugares del continente australiano, observó que el personaje principal de este mito (la 'Serpiente Arco Iris') tiene nombres distintos:
Kanmare (Boulia, Queensland); Tulloun: (Mount Isa, Queensland); Andrenjinyi (Pennefather River, Queensland), Takkan (Maryborough, Queensland); Targan (Brisbane, Queensland); Kurreah (Broken Hill, Nueva Gales del Sur);Wawi (Riverina, Nueva Gales del Sur), Neitee & Yeutta (Wilcannia, Nueva Gales del Sur), Myndie (Melbourne, Victoria); Bunyip (Victoria Occidental); El Arkaroo (Flinders Ranges, Australia Meridional); Wogal (Perth, Australia Occidental); Wanamangura (Laverton, Australia Occidental); Kajura (Carnarvon, Australia Occidental); Numereji (Kakadu, Territorio del Norte).
La 'Serpiente Arco Iris' es general y variadamente identificada por aquellos que cuenta los mitos de la 'Serpiente Arco Iris' como una serpiente de enorme tamaño que vive dentro de las pozas de agua más profunda de los numerosos ríos australianos; desciende de un ser más grande visible como una línea oscura en la Vía Láctea, se revela a la gente de este mundo como un arcoíris y se mueve a través del agua y la lluvia, dando forma a paisajes, nombrando y cantando sobre distintos lugares, tragando y algunas veces ahogando a las personas; dando fuerza a los sabios con poderes curativos y de creación de lluvia; plagando a otros con dolores, debilidades, enfermedades y muerte.
Incluso el 'Bunyip' australiano fue identificado como un mito de la 'Serpiente Arco Iris' descrita líneas arriba. El término acuñado por Radcliffe-Brown ahora es utilizado comúnmente y es reconocido por la vasta mayoría de las audiencias australianas e internacionales, ya que ha venido siendo utilizado con cada vez más frecuencia por agencias gubernamentales, museos, galerías de arte, organizaciones aborígenes y la prensa para referirse específicamente a este mito aborigen pan-australiano, y como una alusión clave a la mitología aborigen australiana en general.

### Capitán Cook

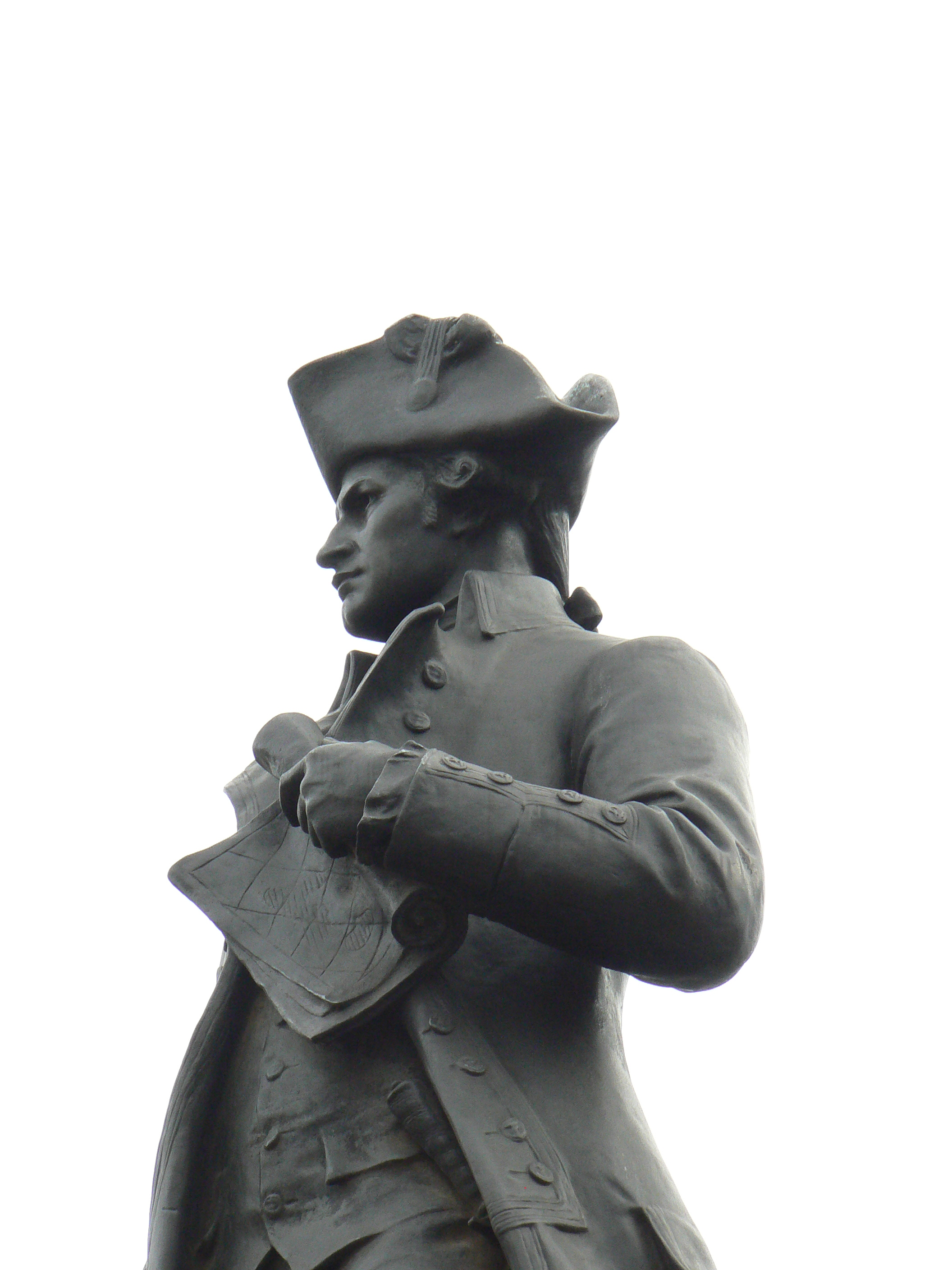
Estatua del Capitán James Cook en Admiralty Arch, Londres

Un número de lingüistas, antropólogos y otros han documentado formalmente otro mito aborigen común que ha ocurrido a lo largo de Australia. Predecesores de los contadores de mitos encontraron a un personaje mítico, exótico (por lo general inglés) que llega desde el mar, trayendo consigo el colonialismo occidental, ya sea ofreciendo regalos a los predecesores o trayendo mucho daño para ellos.
El principal personaje mítico es por lo general llamado 'Capitán Cook', siendo este ser 'mítico' compartido por la mayoría de la comunidad australiana, quienes también atribuyen a James Cook con haber jugado un rol importante en la colonización de Australia. Al 'Capitán Cook' aborigen se le ha atribuido el traer al gobierno británico a Australia, pero su llegada no es celebrada. Más comúnmente en las historias aborígenes, Cook resulta ser un villano.
Las muchas versiones aborígenes de este 'Capitán Cook' son en muy pocas ocasiones recolecciones orales de encuentros con el Teniente James Cook que navegó por primera vez y mapeó la costa este de Australia a bordo del HM Bark Endeavour en 1770. Los predecesores del pueblo Guugu Yimidhirr, a lo largo del río Endeavour, sí se encontraron con James Cook mientras el Endeavour era reparado en un periodo de siete semanas en la actual ubicación de Cooktown. A partir de esta fecha los Guugu Yimidhirr recibieron nombres modernos para los lugares de su zona; y puede que los Guugu Yimmidhir recuerden este encuentro.
El mito pan-australiano del Capitán Cook, sin embargo, habla de un personaje británico genérico y por lo general simbólico que llega del otro lado de los océanos un tiempo después de que el mundo aborigen fue formado y el orden social original fue fundado. Este Capitán Cook es un heraldo de transformaciones dramáticas del orden social, trayendo cambios y un nuevo orden, en el cual las audiencias modernas han nacido. (véase líneas arriba sobre esta función social que juegan los mitos aborígenes)
En 1988 el antropólogo australiano Kenneth Maddock recopiló varias versiones de este mito del 'Capitán Cook' según han sido registrados de varios grupos aborígenes alrededor de Australia. Incluidos en esta recopilación se encuentran:
- Batemans Bay, Nueva Gales del Sur: Percy Mumbulla habló de la llegada del Capitán Cook en un gran barco que ancló en Snapper Island, del cual desembarcó para darle al predecesor del contador de mitos ropas (para vestirse) y galletas duras (para comer). Luego regresó a su barco y se fue. Mumbulla contó como sus predecesores rechazaron los regalos del Capitán Cook arrojándolos al mar.[30]
- Cardwell, Queensland: Chloe Grant y Rosie Runaway hablaron de como el Capitán Cook parecieron salir del mar con la piel blanca de espíritus ancestrales, regresando a sus descendientes. El Capitán Cook llegó primeramente ofreciendo una pipa y tabaco para fumar (lo cual fue descrito simplemente como una 'cosa ardiente... clavada en su boca'), luego hirviendo un hoja de té (lo cual fue descrito simplemente como 'agua sucia' hirviente), después cocinando harina en los carbones (lo cual fue rechazado por tener un olor a 'podrido' y desechado sin probarlo), finalmente hirviendo carne de res (que olía bien y tenía un sabor aceptable una vez la salada piel era apartada). El Capitán Cook y su grupo luego se fueron, zarpando hacia el norte, dejando a los predecesores de Chloe Grant y Rosie Runaway golpeando el suelo con sus puños, lamentándose con miedo por ver a los espíritus de sus ancestros partir de esa manera.[31]
- Lado sureste del Golfo de Carpentaria, Queensland: Rolly Gilbert habló sobre como el Capitán Cook y otros navegaron los océanos en un bote y decidieron venir a visitar Australia. Allí se encontraron con un par de predecesores de Rolly a quienes primero pretendía dispararles, pero finalmente decidió engañarlos para que les revelen el campamento principal del pueblo local, después de lo cual:[32]

"organizó a la gente [de la industria ganadera] para que bajen por el campo y disparen a los nativos, como a animales, los dejaron en el suelo para los buitres y cuervos... Así fue que muchas personas ancianas y jóvenes fueron golpeadas con la parte trasera de la cabeza y abandonadas allí. Querían eliminar a la gente porque los europeos en Queensland tenían que transportar su ganado: caballos y vacas".
- Río Victoria (Territorio del Norte): se dice que en una de las historias del Capitán Cook, el Capitán Cook zarpó desde Londres hasta Sídney para adquirir tierras. Admirando a la tierra, desembarcó ganado y hombres con armas de fuego, para después masacrar a los pueblos aborígenes de Sídney. El Capitán Cook entonces se dirigió a Darwin, en donde envió a hombres armados a caballo para cazar a los aborígenes del país del río Victoria, fundando la ciudad de Sídney y dándole a la policía al igual que a los vaquero órdenes sobre como lidiar con los aborígenes.[33]
- Kimberley (Australia Occidental): Varios relatores de mitos aborígenes dicen que el Capitán Cook es un héroe cultural europeo que desembarcó en Australia. Utilizando pólvora, sentó un precedente para el tratamiento de los pueblos aborígenes a lo largo de Australia, incluyendo a aquellos en Kimberley. Al regresar a casa, aseguró que no había visto a ningún aborigen, e indicó que el país era tierra vasta y desocupada a la cual los colonizadores podían ir y hacer suya. En este mito, el Capitán Cook introdujo la 'Ley de Cook', bajo la cual los colonizadores se podían albergar. Los aborígenes indican, sin embargo, que esta es una ley reciente, injusta y falsa en comparación con la ley aborigen.[34]

## Mitología de grupos específicos

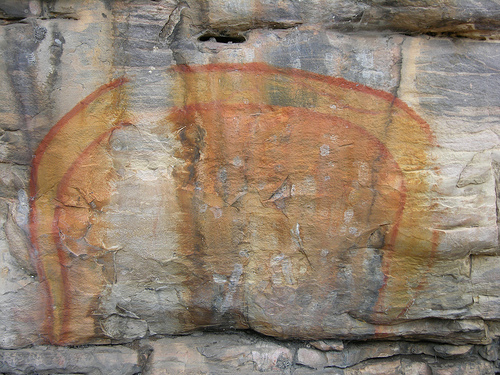
Pintura rupestre aborigen australiana de "La Serpiente Arcoíris". Foto de: Mark O'Neil www.DigitalTribes.com

### Pueblo Murrinh-Patha
El pueblo Murrinh-Patha (cuyas tierras son las bañadas por agua salada inmediatamente al interior desde el pueblo de Wadeye, Territorio del Norte) describen un Sueño en sus mitos de una manera que los antropólogos creen es equivalente a una creencia religiosa a la mayoría de las principales creencias religiosas del resto del mundo -aunque de una manera completamente diferente.
En particular, los académicos sugieren que los Murrihn-patha tienen una unidad de pensamiento, creencia, y expresión inigualado con el cristianismo, ya que ven todos los aspectos de sus vidas, pensamientos y cultura bajo la continua influencia del Sueño. Dentro de esta religión aborigen, no existe una distinción entre las cosas espirituales/mentales o de ideas y las cosas materiales; ni existe una distinción entre lo sagrado y lo profano: para ellos toda la vida es 'sagrada', toda la conducta tiene una implicación 'moral', y el significado de todas las vidas surge de este eterno y omnipresente Sueño.
"De hecho, esta situación isomórfica entre lo natural y lo supernatural quiere decir que toda la naturaleza está codificada y cargada por lo sagrado, mientras que lo sagrado esta en todos lados dentro del plano físico. Los mitos y los senderos míticos se cruzan... miles de millas, y cada forma particular y accidente del terreno tiene una 'historia' bien desarrollada detrás de él".
Animando y sosteniendo esta mitología murrinh-patha se encuentra una filosofía de vida subyacente que ha sido caracterizada por Stanner como una creencia de que la vida es "...algo alegre con gusanos en el centro". La vida es buena y benévola, pero a lo largo del viaje de la vida, existen numerosos sufrimientos dolorosos que cada individuo debe comprender y soportar a medida que crece. Este mensaje subyacente es repetido constantemente en los mitos murrinh-patha. Es esta filosofía que le da la motivación a los murrinh-patha y sentido a la vida.
El siguiente mito murrinh-patha, por ejemplo, es celebrado en ceremonias murrinh-patha para iniciar a los jóvenes a la adultez.
"Una mujer, Mutjinga (la 'Mujer Anciana'), estaba a cargo de los niños, pero en lugar de cuidarlos en la ausencia de sus padres, se los tragó y trató de escapar tomando la forma de una serpiente gigante. La gente la siguió, arrojando lanzas sobre ella y sacando a los niños sin digerir de su cuerpo."
Dentro del mito y durante su realización, los jóvenes deben primeramente ser tragados por un ser ancestral (que se transforma en una serpiente gigante), para luego ser regurgitados antes de que puedan ser aceptados como jóvenes adultos con todos los derechos y privilegios de los mismos.

### Pueblo pintupi
Estudiosos del pueblo pintupi (de la región australiana del Desierto de Gibson) creen que ellos tiene una predominantemente 'mítica' forma de conciencia, dentro de la cual ocurren eventos y son explicados por las estructuras y órdenes sociales preordenados que son contados, cantados y ejecutados dentro de su mitología superhumana, en lugar de por referencia a las posibles acciones políticas acumuladas, decisiones e influencias de individuos locales (es decir, este entendimiento efectivamente 'borra' la historia).
"El Sueño.. provee una autoridad moral que cae fuera de la voluntad individual y la creación humana... aunque el Sueño como una ordenación del cosmos es aparentemente un producto de eventos históricos, este origen es negado".
"Estas creaciones humanas son objetivizadas -proyectadas- en principios o precedentes para el mundo inmediato... A consecuencia de esto, la acción actual no es comprendida como el resultado de alianzas humanas, creaciones y decisiones, sino que es vista como una imposición de un orden cósmico envolvente".
Dentro de esta visión del mundo pintupi, existen tres senderos geográficos largos de lugares con nombres que sobresalen, siendo líneas interrelacionadas de lugares importantes nombrados y creados por personajes míticos en sus rutas por la región del desierto pintupi durante el Sueño. Es una compleja mitología de narraciones, canciones y ceremonias conocida por los pintupi como tingarri. Es relatada y presentada casi por completo por pueblos pintupi en grandes reuniones dentro del territorio pintupi.